# Harold Lovell
Harold Earl Edmund Lovell (n. Saint John, 27 de septiembre de 1955) es un abogado, sindicalista y político antiguano que ejerció como líder del Partido Progresista Unido y, por lo tanto, líder de la Oposición de Antigua y Barbuda entre 2015 y 2023. Fue miembro de la Cámara de Representantes entre 2004 y 2014, en representación de la circunscripción de	St. John's City East, y miembro del Senador en representación de la Oposición. Previamente fue Ministro de Finanzas entre 2009 y 2014, y Ministro de Relaciones Exteriores entre 2004 y 2005, ambos cargos en el gobierno de Baldwin Spencer.

## Biografía
Harold Lovell nació el 27 de septiembre de 1955 en la ciudad de Saint John, capital de Antigua y Barbuda. Asistió a la Antigua Grammar School y completó su educación terciaria en la Universidad de las Indias Occidentales donde obtuvo su licenciatura en Geografía y Geología. En 1984, pasó a estudiar en la Universidad Thames Valley (actual Universidad de West London) y Middle Temple, donde calificó como abogado. También tiene una Maestría en Jurisprudencia de la Universidad de Birmingham. La vida profesional de Lovell comenzó en la Autoridad de Servicios Públicos de Antigua. Ingresó a la profesión docente en 1978 con asignaciones en Antigua Grammar School y The Antigua State College y fue Secretario General del Sindicato de Maestros de Antigua y Barbuda mientras se involucraba en la política. En 1979 fue arrestado y golpeado por participar en una huelga de docentes contra el gobierno de Vere Bird.
Lovell se inició en la política desde muy joven, uniéndose al Movimiento Caribeño de Liberación de Antigua (ACLM) fundado por Tim Hector. Con veinticinco años llegó a ser Secretario General del partido y candidato a miembro del Parlamento en su circunscripción de residencia en St. John's City East en las elecciones generales de 1980, obteniendo tan solo 23 votos. No fue candidato ni en 1984 ni en 1989. Participó en la unificación del ACLM con otros partidos en 1992 para fundar el Partido Progresista Unido o UPP, con el fin de unificar a la oposición al Partido Laborista de Antigua. Lovell fue acusado más tarde de ser renuente a discutir su papel en el ACLM (un partido de extrema izquierda vinculado a la Revolución Cubana y al gobierno de Maurice Bishop en Granada) y en entrevistas posteriores aseguró que sus inicios políticos fueron en la década de 1990.
Tras la fundación del UPP, Lovell fue candidato del partido St. John's City East en todas las elecciones posteriores hasta 2023. Tras dos intentos fallidos, resultó electo en las elecciones de 2004, cuando el UPP obtuvo una amplia victoria nacional. En el gobierno de Baldwin Spencer, Lovell fue nombrado Ministro de Relaciones Exteriores, cargo que ocupó durante un año. Luego de la amplia reelección del partido en 2009, asumió como Ministro de Hacienda, Economía y Administraciones Públicas. Ocupó este cargo hasta 2014, cuando el UPP perdió las elecciones ante el ABLP. El propio Lovell perdió su escaño por escaso margen, por lo que fue designado Senador en representación de la Oposición.
En 2015, Lovell ganó las elecciones internas del UPP y sucedió a Spencer como líder del partido. En las elecciones de 2018, realizadas anticipadamente, obtuvo un magro resultado y el partido recibió un único escaño, mientras que Lovell fracasó en recuperar su circunscripción y tuvo que ser designado Senador por segunda vez para permanecer en el Parlamento. Lovell se mantuvo como líder del partido. En las elecciones generales de 2023, el UPP experimentó un crecimiento considerable al obtener el 45,22% de los votos y 6 de los 17 escaños, perdiendo las elecciones por un margen muy escaso. Lovell estuvo muy cerca de recuperar su escaño, perdiendo por tan solo 6 votos ante el candidato del ABLP. A pesar del considerable avance electoral del UPP, Lovell dimitió como líder del partido después de la derrota, argumentando que su liderazgo estaba «agotado» y que consideraba que retirarse de la política luego de haber pasado su «fecha de caducidad» era una forma de fomentar una cultura política positiva. Se consideró satisfecho con el rendimiento electoral y se comprometió a mantenerse activo como partidario del UPP, aunque retirándose de la política activa.